# Совещание высшего руководящего состава РККА 23—31 декабря 1940 года
Совещание высшего руководящего состава РККА 23—31 декабря 1940 года — крупнейшее совещание высшего командного и политического состава Красной Армии, до 22 июня 1941 года.
Совещание было созвано по указанию ЦК ВКП(б) для анализа крупных проблем в боевой подготовке и организации войск, выявленных в ходе финской войны.

## Подготовка к совещанию
Сообщение о проведении совещания было послано участникам в конце сентября 1940 года. Проекты докладов требовалось предоставить к 1 ноября 1940 года.

## Ход совещания
Совещание открылось 23 декабря в Москве и проходило в обстановке строжайшей секретности. На нём присутствовали члены Политбюро ЦК ВКП (б) (включая Сталина), руководящий состав Наркомата обороны и Генерального штаба, начальники Центральных управлений, командующие, члены военных советов и начальники штабов военных округов и армий, начальники военных академий, генерал-инспекторы родов войск, командиры некоторых корпусов и дивизий — всего более 270 человек. Совещание длилось 9 дней без выходных и завершилось вечером 31 декабря. По окончании совещания некоторые командующие войсками участвовали в оперативно-стратегических играх.

### Вступление
Народный комиссар обороны С. К. Тимошенко обозначил главные темы совещания:
- «Характер современной наступательной операции» — Доклад командующего войсками Киевского особого военного округа генерала армии Г. К. Жукова (подготовил полковник Баграмян И.Х, будущий маршал);
- «Характер современной оборонительной операции» — Доклад командующего войсками Московского военного округа генерала армии И. В. Тюленева;
- «Использование механизированных соединений в современной наступательной операции и ввод механизированного корпуса в прорыв» — Доклад командующего войсками Западного особого военного округа генерал-полковника танковых войск Д. Г. Павлова;
- «Военно-Воздушные Силы в наступательной операции и в борьбе за господство в воздухе» — доклад начальника Главного управления Военно-воздушных сил генерал-лейтенанта авиации П. В. Рычагова;
- «Бой стрелковой дивизии в наступлении и обороне» — доклад генерал-инспектора пехоты генерал-лейтенанта А. К. Смирнова.

## Упоминание в советское время
Материалы совещания были засекречены вплоть до 1990 года, однако сам факт проведения совещания не утаивался.

В газете «Красная звезда» в 1988 году,  в статье историка В.Анфилова, опубликована цитата генерал-лейтенанта В.Н.Курдюмова, в которой сообщалось о том, что якобы на Совещании высшего руководящего состава РККА 1940 года присутствовало 225 командиров с низким уровнем военного образования:
«Последняя проверка, проведённая инспектором пехоты показала, что из 225 командиров полков, привлечённых на сбор, только 25 человек оказались окончившими военные училища, остальные 200 человек – это люди, окончившие курсы младших лейтенантов и пришедшие из запаса».
Что однако позже было опровергнуто:, стенограмма совещания, рассекреченного в 1990-е годы, опровергает, что генерал Курдюмов произнёс эту фразу.
Официальные данные РККА также опровергают информацию, озвученную В. Анфиловым: по состоянию на 1 января 1941 года из 14 % командиров полков были выпускниками военных академий, 60 % окончили военные училища и только 26 % получили ускоренное военное образование.

## Участники
| 1.                                                                 | Тимошенко, Семён Константинович   | Нарком обороны, Маршал Советского Союза                   | Не изменились                                                   | Умер 31 марта 1970 года. Похоронен у Кремлёвской стены.              |
| 2.                                                                 | Будённый, Семён Михайлович        | Зам. наркома обороны, Маршал Советского Союза             | Не изменились                                                   | Умер 26 октября 1973 года. Похоронен у Кремлёвской стены.            |
| 3.                                                                 | Шапошников, Борис Михайлович      | Зам. наркома обороны, Маршал Советского Союза             | Не изменились                                                   | Умер 26 марта 1945 года. Похоронен у Кремлёвской стены.              |
| Генеральный штаб Красной Армии                                     |                                   |                                                           |                                                                 |                                                                      |
| 4.                                                                 | Мерецков, Кирилл Афанасьевич      | Нач. Генштаба КА, генерал армии                           | С января 1941 года — зам. наркома обороны по боевой подготовке. | Умер 30 декабря 1968 года. Похоронен у Кремлёвской стены.            |
| 5.                                                                 | Ватутин, Николай Фёдорович        | Зам. нач. Генштаба, генерал-лейтенант                     |                                                                 |                                                                      |
| 6.                                                                 | Голиков, Филипп Иванович          | Зам. нач. Генштаба, начальник ГРУ РККА, генерал-лейтенант | Не изменились                                                   | Умер 29 июля 1980 года.                                              |
| 7.                                                                 | Иванов, Владимир Дмитриевич       | Пом. нач. Генштаба по тылу, генерал-майор                 |                                                                 |                                                                      |
| 8.                                                                 | Кожевников, Сергей Константинович | Зам. нач. Генштаба по п/части, корпусной комиссар         |                                                                 |                                                                      |
| 9.                                                                 | Смородинов, Иван Васильевич       | Зам. нач. Генштаба, генерал-лейтенант                     |                                                                 |                                                                      |
| 10.                                                                | Смушкевич, Яков Владимирович      | Пом. нач. Генштаба по ВВС, генерал-лейтенант авиации      |                                                                 |                                                                      |
| 11.                                                                | Трубецкой, Николай Иустинович     | Нач. Управления ВОСО, генерал-лейтенант технических войск |                                                                 |                                                                      |
| Главное управление политической пропаганды Красной Армии (ГУПП КА) |                                   |                                                           |                                                                 |                                                                      |
| 12.                                                                | Запорожец, Александр Иванович     | Нач. ГУПП КА, армейский комиссар 2 ранга                  |                                                                 |                                                                      |
| 13.                                                                | Борисов, Владимир Николаевич      | Зам. нач. ГУПП КА, армейский комиссар 2 ранга             |                                                                 |                                                                      |
| 14.                                                                | Гуревич, Макс Григорьевич         | Зам. нач. ГУПП КА, дивизионный комиссар                   |                                                                 |                                                                      |
| 15.                                                                | Пронин, Михаил Михайлович         | Зам. нач. ГУПП КА, дивизионный комиссар                   |                                                                 |                                                                      |
| Главное артиллерийское управление Красной Армии (ГАУ КА)           |                                   |                                                           |                                                                 |                                                                      |
| 16.                                                                | Кулик, Григорий Иванович          | Зам. НКО и нач. ГАУ КА, Маршал Советского Союза           |                                                                 |                                                                      |
| 17.                                                                | Воронов, Николай Николаевич       | Зам. нач. ГАУ КА, генерал-полковник артиллерии            |                                                                 | Умер 28 февраля 1968 года. Похоронен у Кремлёвской стены.            |
| 18.                                                                | Савченко, Георгий Косьмич         | Зам. нач. ГАУ КА по политчасти, генерал-майор артиллерии  | Арестован 19 июня 1941                                          | Расстрелян без суда 28 октября 1941 года по распоряжению Л. П. Берии |
| 19.                                                                | Ляпин, Николай Васильевич         | Зам. нач. ГАУ КА по п/части, бригадный комиссар           |                                                                 |                                                                      |
| 20.                                                                | Банков, Алексей Павлович          | Пом. нач. ГАУ КА и нач. МПО, генерал-майор артиллерии     |                                                                 |                                                                      |
| 21.                                                                | Сидоров, Сергей Петрович          | Врид. Нач. УБП ГАУ, генерал-майор артиллерии              |                                                                 |                                                                      |
| Главное управление ВВС Красной Армии (ГУ ВВС)                      |                                   |                                                           |                                                                 |                                                                      |
| 22.                                                                | Рычагов, Павел Васильевич         | Начальник управления, генерал-лейтенант авиации           |                                                                 | Расстрелян без суда 28 октября 1941 года по распоряжению Л. П. Берии |